# Guildo Horn
Guildo Horn, nome d'arte di Horst Heinz Köhler (Treviri, 14 febbraio 1963), è un cantante, attore e showman tedesco.

## Biografia
Guildo Horn è un tipico cantante del genere schlager, con canzoni tuttavia spesso caratterizzate da testi esilaranti o addirittura demenziali. Si è avvicinato alla musica nei primissimi anni novanta, dopo aver studiato pedagogia all'università di Treviri. Il suo look eccentrico - più volte ha osato nel travestitismo - ha contribuito a renderlo molto popolare nel suo Paese. La band di supporto che solitamente lo accompagna si chiama Orthopädische Strümpfe.
Ha rappresentato la Germania all'Eurovision Song Contest 1998 con la canzone autoreferenziale Guildo hat Euch lieb! (scritta da Stefan Raab), classificandosi al settimo posto. Alla fine degli anni novanta ha interpretato alcuni film, bocciati da critica e pubblico. Si è invece guadagnato consensi sostenendo ruoli nel musical e anche nell'operetta. Dal 2006 Guildo Horn si è proposto in Germania come animatore di show televisivi. Per l'emittente SWR ne ha incentrato uno allo scopo di coinvolgere disabili intellettivi, da lui anche ospitati nel programma: ciò gli ha valso il BG Paralympic Media Award e il premio mediatico "Bobby" dell'Associazione federale per le persone con disabilità mentali. Dal 1º maggio 2021 presenta ogni sabato su WDR 4 il programma WDR Discotheque
Attivista LGBT in patria, ha anche preso parte al Pride di Mosca nel 2009.

## Vita privata
Horn ha un figlio, nato da un matrimonio terminato col divorzio.

## Discografia
- 1992: Rückkehr nach Mendocino
- 1995: Sternstunden der Zärtlichkeit
- 1997: Danke!
- 1999: Schön!
- 2002: Der König der Möwen
- 2003: Guildo Horn Featuring Pomp & Brass
- 2005: Essential
- 2005: Die Rocky Horny Weihnachtsshow
- 2008: Erhebet die Herzen
- 2010: 20 Jahre Zärtlichkeit
- 2012: Weihnachtsfestival der Liebe (Maxi_CD)
- 2014: Schlager User